# 梁世材
梁世材，祖籍不详，明朝政治人物。
弘治十一年，接替刘锦任福建永安县知县，后由刘灿接任。